# Pont de Streymin
El pont de Streymin (en feroès, Brúgvin um Streymin), és un important pont de carretera de les illes Fèroe. Té una llargada de 220 metres i connecta les dues illes més grans i poblades de l'arxipèlag: Streymoy a l'oest i Eysturoy a l'est. Travessa l'estret de Sundini en el seu punt més accessible i es coneix com a "Pont sobre l'Atlàntic". És l'únic pont que connecta dues illes de les Fèroe i un dels pocs ponts que hi ha a l'oceà Atlàntic.

## Localització
El pont està situat al centre de l'arxipèlag i connecta el llogaret de Nesvík, a Streymoy, i les poblacions de Norðskáli i Oyrarbakki, a Eysturoy. El pont forma part de la carretera nacional número 10, que discorre des de Tórshavn fins a Klaksvík i es considera una via principal. A ambdós costats del Sundini el pont connecta amb les carreteres que et porten cap a Eiði, Tjørnuvík o Oyri. Diverses botigues i l'escola primària de la regió s'han concentrat al voltant d'aquest punt. Oyrarbakki és un lloc d'intercanvi principal en la xarxa de transport públic del país. A més del paper interregional, el pont és un enllaç important dins del municipi de Sunda, que s'estén pels dos costats del l'estret de Sundini. El pont té dos carrils per a cotxes i una via estreta per a bicicletes i vianants.

## Història
La construcció del pont va començar el 1970 i la seva inauguració va ser el 30 d'octubre de 1973. Durant els tres primers anys després de la seva obertura, el pont només enllaçava Streymoy amb la meitat occidental d'Eysturoy. No va ser fins al 1976, quan el Norðskálatunnilin va obrir, que el pont no va obtenir un caràcter genuïnament interregional, ja que aquest túnel va enllaçar la part occidental d'Eysturoy amb la seva xarxa de carreteres orientals. Abans del 1973, el trànsit que anava de la capital a Norðskáli o Eiði havia de prendre un transbordador des d'Hósvík a Oyrarbakki.
Amb la construcció, el Sundini va ser dragat i es va aprofindir 4 metres (amb un nivell d'aigua mitjà) per oferir als vaixells un calatge més profund. L'espai que queda lliure per al pas de vaixells és de 17 metres.
El 2011 4.497 vehicles creuaven de mitjana diàriament el pont. Aquest nombre es va preveure que es reduiria a la meitat, a uns 2.070, quan s'innaugurés l'Eysturoyartunnilin que oferiria una alternativa més ràpida per anar de la capital Tórshavn a Skálafjørður i les Illes del Nord. L'Eysturoyartunnilin es va inaugurar a finals del 2020. La pèrdua de clients potencials ha provocat una lleugera angoixa a la regió. Tanmateix el pont segueix sent una opció per als cotxes que vulguin anar de Tórshavn a Klaksvík o els que simplement vulguin evitar el túnel.